# Jung Byung-cheon
Jung Byung-cheon (* 4. Dezember 1986 in Seoul) ist ein ehemaliger südkoreanischer Eishockeyspieler, der einen Großteil seiner Karriere bei Anyang Halla in der Asia League Ice Hockey unter Vertrag stand.

## Karriere
Jung Byung-cheon begann seine Karriere als Eishockeyspieler in der Mannschaft der Kyung-bok Highschool. 2005 wechselte er für drei Jahre zur Yonsei University. Nach Beendigung seines Studiums ging er 2008 zu Anyang Halla in die Asia League Ice Hockey. Sowohl 2010 als auch 2011 konnte er mit seinem Team die Meisterschaft der ALIH erringen. 2009 und 2010 gewann er zudem den südkoreanischen Eishockeypokal mit der Mannschaft. 2013 zog es ihn zu Daemyung Sangmu, der neugebildeten dritten südkoreanischen Mannschaft in der Asia League Ice Hockey. Er kehrte aber bereits nach einer Spielzeit nach Anyang zurück. Nach dem dritten Gewinn der Asia League 2016 beendete er seine Karriere.

### International
Für Südkorea nahm Jung Byung-cheon bereits an der U18-Weltmeisterschaft 2004 in der Division I und der U20-Weltmeisterschaft 2006 in der Division II teil. Sein Debüt in der Herren-Nationalmannschaft gab er bei der Weltmeisterschaft 2008 in der Division I. Auch 2012 spielte er in der Division I, während er 2009 mit den Ostasiaten in der Division II antreten musste, aber den sofortigen Wiederaufstieg in die Division I erreichte. Zudem vertrat er seine Farben beim Qualifikationsturnier für die Olympischen Winterspiele 2014 in Sotschi.

## Erfolge und Auszeichnungen
- 2009 Südkoreanischer Pokalsieger mit Anyang Halla
- 2009 Aufstieg in die Division I bei der Weltmeisterschaft der Division II, Gruppe B
- 2010 Südkoreanischer Pokalsieger mit Anyang Halla
- 2010 Gewinn der Asia League Ice Hockey mit Anyang Halla
- 2011 Gewinn der Asia League Ice Hockey mit Anyang Halla
- 2012 Aufstieg in die Division I, Gruppe A, bei der Weltmeisterschaft der Division I, Gruppe B
- 2016 Gewinn der Asia League Ice Hockey mit Anyang Halla

## Asia-League-Statistik
(Stand: Ende der Saison 2015/16)